# Ōtomo no Yakamochi
En aquest nom japonès, el cognom és Ōtomo.
Ōtomo no Yakamochi (japonès: 大伴 家持, 718 - 5 d'octubre de 785) va ser un polític i poeta de yamato-uta japonès del període Nara. Era membre dels Trenta-sis immortals de la poesia. Va néixer dins del prestigiós clan Ōtomo; el seu avi va ser Ōtomo no Amaro i el seu pare va ser Ōtomo no Tabita. El seu germà menor va ser Ōtomo no Kakimochi i Ōtomo no Sakanoe no Iratsume va ser la seva tia. El seu besoncle va ser possiblement Ōtomo no Komar, que va venir al Japó durant el regnat de l'emperadriu Jito.
Yakamochi va ser un dels recopiladors del Man'yōshū, la primera antologia poètica en la història japonesa, de manera que ell no sols va escriure alguns poemes sinó que va transcriure, reescriure i redissenyar un nombre desconegut d'antics poemes. Va ser l'escriptor més prolífic i prominent del seu temps i va tenir una gran influència en el Shik Wakashū.